# Фоа (Алесандрија)
Фоа је насеље у Италији у округу Алесандрија, региону Пијемонт.
Према процени из 2011. у насељу је живело 42 становника. Насеље се налази на надморској висини од 251 м.